# Metriocnemus luctuosus
Metriocnemus luctuosus är en tvåvingeart som först beskrevs av Jean-Jacques Kieffer 1918.  Metriocnemus luctuosus ingår i släktet Metriocnemus och familjen fjädermyggor.
Artens utbredningsområde är Turkiet. Inga underarter finns listade i Catalogue of Life.